# Ленинские фразы

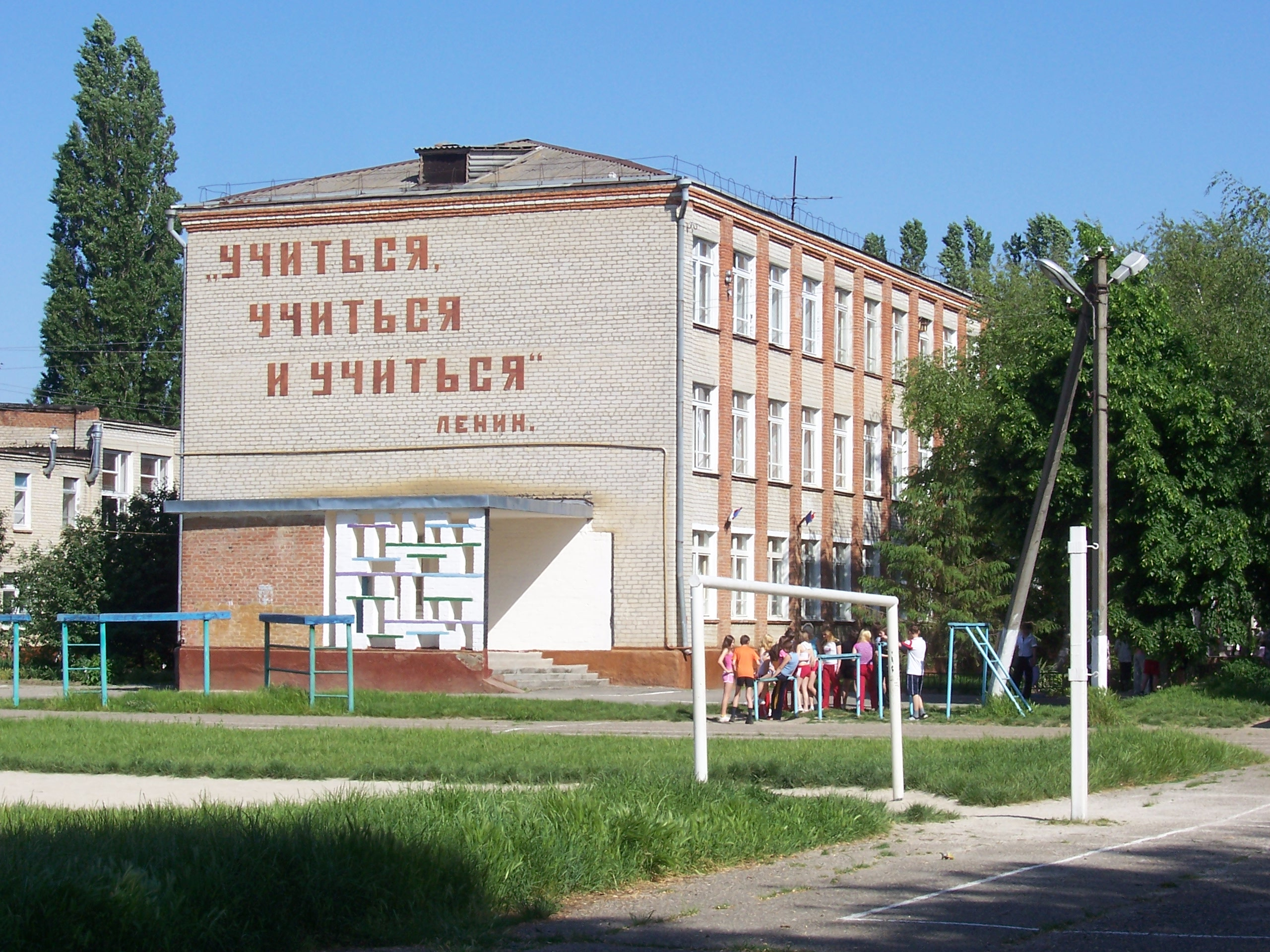
Ленинская фраза «Учиться, учиться и
учиться» на стене школы в Славянске-на-Кубани, 2007 год

Ле́нинские фра́зы — высказывания В. И. Ленина, а также приписываемые ему фразы, ставшие крылатыми выражениями.
При этом ряд цитат в их общеизвестной формулировке В. И. Ленину не принадлежат, а впервые появились в литературных произведениях и кинематографе. Эти высказывания широко употреблялись в Союзе ССР и за рубежом.

## «Мы пойдём другим путём»
После казни старшего брата Александра в 1887 году как участника народовольческого заговора с целью покушения на жизнь императора Александра III молодой Владимир Ульянов якобы произнёс: «Мы пойдём другим путём», что означало его отказ от методов индивидуального террора.
На самом деле эта фраза взята и перефразирована из поэмы «Владимир Ильич Ленин» Владимира Маяковского.

И тогда

        сказал

              Ильич семнадцатигодовый —

это слово

         крепче клятв

                     солдатом поднятой руки:

— Брат,

       мы здесь

               тебя сменить готовы,

победим,

        но мы пойдём путём другим!
По воспоминаниям старшей сестры Анны Ильиничны, Владимир Ульянов сказал фразу в другой формулировке: «Нет, мы пойдём не таким путём. Не таким путём надо идти». Широкое распространение выражение получило благодаря одноимённой картине П. П. Белоусова.

## «Декабристы разбудили Герцена»
Из статьи «Памяти Герцена». Впервые напечатано в газете «Социал-демократ» №26, 8 мая (25 апреля) 1912 г.
Парафраз из «Былого и дум» А. И. Герцена: «Казнь Пестеля и его товарищей окончательно разбудила ребяческий сон моей души».

## «Учение Маркса всесильно, потому что оно верно»
Из работы «Три источника и три составных части марксизма», опубликованной в марте 1913 г. в журнале «Просвещение» №3.

## «Каждая кухарка должна научиться управлять государством»
В статье «Удержат ли большевики государственную власть?» (первоначально опубликована в октябре 1917 года в № 1—2 журнала «Просвещение») Ленин писал:

Мы не утописты. Мы знаем, что любой чернорабочий и любая кухарка не способны сейчас же вступить в управление государством. В этом мы согласны и с кадетами, и с Брешковской, и с Церетели. Но мы отличаемся от этих граждан тем, что требуем немедленного разрыва с тем предрассудком, будто управлять государством, нести будничную, ежедневную работу управления в состоянии только богатые или из богатых семей взятые чиновники. Мы требуем, чтобы обучение делу государственного управления велось сознательными рабочими и солдатами и чтобы начато было оно немедленно, то есть к обучению этому немедленно начали привлекать всех трудящихся, всю бедноту.

Вариант «Любая кухарка может управлять государством», приписываемый В. И. Ленину, ему не принадлежит, но часто используется при критике социализма и советской власти. Используется также вариант «Любая кухарка должна управлять государством». Ленин имел в виду прежде всего, что даже кухарка как представитель широких масс трудящихся должна учиться управлять государством, должна быть вовлечена в государственное управление.
Иногда данную фразу приписывают Троцкому, однако сам Троцкий авторство фразы отдавал Ленину: «Важнейшую задачу диктатуры Ленин видел в демократизации управления: „каждая кухарка должна научиться управлять государством“».
Выражение было использовано В. В. Маяковским в поэме «Владимир Ильич Ленин»:

Дорожка скатертью!

                               Мы и кухарку

каждую

            выучим

                        управлять государством!

## «Партия - ум, честь и совесть нашей эпохи»
Из статьи «Политический шантаж» впервые опубликованой в газете «Пролетарий» №10, 6 сентября (24 августа) 1917 г.
Выступая против российской прессы иной, небольшевистской ориентации, называя ее журналистов «шантажистами» и «клеветниками», В. И. Ленин писал: «Будем стойки в клеймении шантажистов. Будем непреклонны в разборе малейших сомнений судом сознательных рабочих, судом своей партии, ей мы верим, в ней мы видим ум, честь и совесть нашей эпохи...»

## «Из всех искусств для нас важнейшим является кино»
Знаменитая фраза Ленина «Вы должны твёрдо помнить, что из всех искусств для нас важнейшим является кино» основана на воспоминаниях Луначарского о беседе с Лениным в феврале 1922 года, изложенных им в письме к Болтянскому от 29 января 1925 г. (исх. № 190), которое было опубликовано:
- в книге Г. М. Болтянский «Ленин и кино». — М.: Л., 1925 — С. 19[7]; опубликованы выдержки из письма, это первая известная публикация;
- в журнале «Советское кино» № 1-2 за 1933 год — С. 10; опубликовано письмо полностью;
- в издании В. И. Ленин. Полное собрание сочинений, изд. 5-е. М.: Издательство политической литературы, 1970 — Т. 44 — С. 579; опубликована выдержка из письма со ссылкой на журнал «Советское кино».

В контексте беседы, Ленин говорил о задачах развития коммунистического кинематографа, отметил необходимость «определённой пропорции между увлекательными кинокартинами и научными», особо указал на роль хроники, с которой надо начинать «производство новых фильмов, проникнутых коммунистическими идеями и отражающими советскую действительность», подчеркнул необходимость цензуры («конечно, цензура всё-таки нужна. Ленты контрреволюционные и безнравственные не должны иметь места») и в окончании беседы прибавил: «вы у нас слывёте покровителем искусства, так вы должны твёрдо помнить, что из всех искусств для нас важнейшим является кино». В этой форме фразу можно понять как призыв к Луначарскому обратить на кино особое внимание по сравнению с более близкими ему «традиционными» формами искусства.
Многие ошибочно считают, что фраза звучала иначе, и такие искажения попадают в кажущиеся авторитетными источники, например «Пока народ безграмотен, из всех искусств важнейшими для нас являются кино и цирк».

## «Учиться, учиться и учиться»
Известные слова Ленина «учиться, учиться и учиться» были написаны им в работе «Попятное направление русской социал-демократии», написанной в конце 1899 и опубликованной в 1924 году в журнале «Пролетарская революция» № 8-9:

В то время, как образованное общество теряет интерес к честной, нелегальной литературе, среди рабочих растёт страстное стремление к знанию и к социализму, среди рабочих выделяются настоящие герои, которые — несмотря на безобразную обстановку своей жизни, несмотря на отупляющую каторжную работу на фабрике, — находят в себе столько характера и силы воли, чтобы учиться, учиться и учиться и вырабатывать из себя сознательных социал-демократов, «рабочую интеллигенцию».

Возможно, Ленин использовал фразу А. П. Чехова из произведения «Моя жизнь», глава VI, первая публикация которого была в приложении к «Ниве» в 1896 году:

Учиться нам нужно, учиться и учиться, а с глубокими общественными течениями погодим: мы ещё не доросли до них и, по совести, ничего в них не понимаем.

Похожее повторение было сделано в статье «Лучше меньше, да лучше» («Правда» № 49, 4 марта 1923 г.):

Нам надо во что бы то ни стало поставить себе задачей для обновления нашего госаппарата: во-первых — учиться, во-вторых — учиться и в-третьих — учиться и затем проверять то, чтобы наука у нас не оставалась мёртвой буквой или модной фразой (а это, нечего греха таить, у нас особенно часто бывает), чтобы наука действительно входила в плоть и кровь, превращалась в составной элемент быта вполне и настоящим образом.
В докладе на IV конгрессе Коминтерна «Пять лет российской революции и перспективы мировой революции» («Правда», № 258, 15 ноября 1922 г.; «Бюллетень IV конгресса Коммунистического Интернационала» № 8 от 16 ноября 1922 г.) слово было повторено дважды:

Основаны советские школы, рабочие факультеты, несколько сотен тысяч молодых людей учатся, учатся, может быть, слишком быстро, но, во всяком случае, работа началась, и я думаю, что эта работа принесет свои плоды<…>

Вся партия и все слои России доказывают это своей жаждой знания. Это стремление к учению показывает, что важнейшей задачей для нас является сейчас: учиться и учиться.

 В «Планах доклада „Пять лет российской революции и перспективы мировой революции“ на IV конгрессе Коминтерна» («Правда». № 17. 21 января 1926 г.; журнал «Вопросы истории КПСС». — 1959. — № 2.) сказано:

Будут ещё лучше, если в дальнейшем будем учиться (это я вам гарантирую).
Распространено заблуждение, что впервые Ленин произнёс эту фразу на III Всероссийском съезде РКСМ 2 октября 1920 года На самом деле, в этом выступлении неоднократно прозвучали слова «учиться» и «учиться коммунизму», но слово «учиться» не было повторено им три раза.
Призыв к обучению из уст государственного деятеля не является уникальным. 21 октября 1888 года министр народного просвещения Российской империи Иван Давыдович Делянов, выступая перед студентами Императорского Новороссийского университета, сказал: «Вы молоды, неопытны и в своих увлечениях часто забываете, что единственная и исключительная задача ваша, пока вы находитесь в этих стенах, это — учиться, учиться и учиться… Я в последние годы не в меру поседел и состарился от огорчений, которые причиняют студенты наших университетов своим поведением».
Ранее эти слова встречаются в 17 главе 1 части романа А. К. Шеллера-Михайлова «Гнилые болота», впервые опубликованного в 1864 году в журнале «Современник»: «Я быстро падал в отметках учителей и уже не был первым по классу. Новая причина волнений и стараний не думать ни о чем и только учиться, учиться и учиться».

## «Всё для фронта! Всё для победы!»
Лозунги «Всё для войны!», «Всё для победы!» появились в Первую мировую войну, широко использовались в российской «оборонческой» прессе (Ленин являлся пораженцем и призывал к «миру без аннексий и контрибуций»). После большевистского переворота и прихода большевиков к власти, Ленин изменил риторику и стал призывать «Всё для фронта! Всё для победы!». Позже лозунг в таком же виде использовался Лениным, а затем и советской пропагандой во время гражданской войны и последующих войн.

## «На деле это не мозг, а говно» (о буржуазных интеллигентах)
Известна фраза Ленина о буржуазных интеллигентах: «На деле это не мозг [нации], а говно».
Она встречается в его письме А. М. Горькому, отправленном 15 сентября 1919 года в Петроград, которое автор начинает сообщением о заседании Политбюро ЦК РКП(б) 11 сентября 1919 года: «мы решили в Цека назначить Каменева и Бухарина для проверки ареста буржуазных интеллигентов околокадетского типа и для освобождения кого можно. Ибо для нас ясно, что и тут ошибки были».
И разъясняет:

«Интеллектуальные силы» народа смешивать с «силами» буржуазных интеллигентов неправильно. За образец их возьму Короленко: я недавно прочёл его, писанную в августе 1917 г., брошюру «Война, отечество и человечество». Короленко ведь лучший из «околокадетских», почти меньшевик. А какая гнусная, подлая, мерзкая защита империалистской войны, прикрытая слащавыми фразами! Жалкий мещанин, пленённый буржуазными предрассудками! Для таких господ 10 000 000 убитых на империалистской войне — дело, заслуживающее поддержки (делами, при слащавых фразах «против» войны), а гибель сотен тысяч в справедливой гражданской войне против помещиков и капиталистов вызывает ахи, охи, вздохи, истерики.
Нет. Таким «талантам» не грех посидеть недельки в тюрьме, если это надо сделать для предупреждения заговоров (вроде Красной Горки) и гибели десятков тысяч. А мы эти заговоры кадетов и «околокадетов» открыли. И мы знаем, что околокадетские профессора дают сплошь да рядом заговорщикам помощь. Это факт.
Интеллектуальные силы рабочих и крестьян растут и крепнут в борьбе за свержение буржуазии и её пособников, интеллигентиков, лакеев капитала, мнящих себя мозгом нации. На деле это не мозг, а г…

«Интеллектуальным силам», желающим нести науку народу (а не прислужничать капиталу), мы платим жалованье выше среднего. Это факт. Мы их бережём.

## «Есть такая партия!»
«Есть такая партия!» — крылатая фраза, произнесённая В. И. Лениным на I Всероссийском съезде Советов в ответ на тезис меньшевика И. Г. Церетели.

## «Политическая проститутка»
Не сохранилось ни одного документа, где Ленин напрямую использует этот термин. Но есть свидетельства о том, что он использовал слово «проститутки» по отношению к своим политическим оппонентам, в частности, называл так Бунд. В частности, сохранилось письмо Ленина Центральному Комитету РСДРП от 7 сентября 1905 года где он писал: 

Бога для, не спешите вы с официальной резолюцией и не уступайте ни на йоту этой бундовско-новоискровской конференции. Неужели без протоколов будет?? Да разве можно с этими проститутками без протоколов конферировать?

## «Лучше меньше, да лучше»
Название статьи 1923 года о мерах, которые необходимо было принять для укрепления и улучшения советского государственного аппарата. Напечатана в «Правде», № 49, 4 марта 1923 года.

## «Кто не работает, тот не ест»
Фраза, которая встречается во многих работах Ленина («Государство и революция», «Удержат ли большевики государственную власть?», «Как организовать соревнование?», «О голоде (письмо к питерским рабочим)» и др.), где называется «заповедью социализма» или «коренным началом социализма». Выражение вошло в текст 12-й статьи Конституции СССР 1936 года.
Эта фраза известна задолго до Ленина, в частности, она присутствует в Новом Завете: «…Когда мы были у вас, то завещевали вам сие: если кто не хочет трудиться, тот и не ешь» (2Фес. 3:10).

## «Профсоюзы — школа коммунизма»
Лозунг, выдвигавшийся применительно к профессиональным союзам советского времени. Один из заветов Ильича. Впервые выражение появилось в апреле 1920 года в работе Ленина «Детская болезнь «левизны» в коммунизме» ещё до начала широкой дискуссии о профсоюзах. Есть эта характеристика и в его статье «Ещё раз о профсоюзах, о текущем моменте и об ошибках тт. Троцкого и Бухарина», написанной в январе 1921 года. В дальнейшем Ленин повторяет тезис о профсоюзах как школе управления, школе хозяйствования, школе коммунизма в «Проекте тезисов о роли и задачах профсоюзов в условиях новой экономической политики» в январе 1922 года.